# Montenero Sabino
Montenero Sabino es una localidad italiana de la provincia de Rieti, región de Lacio, con 313 habitantes.

## Evolución demográfica
| Gráfica de evolución demográfica de Montenero Sabino entre 1861 y 2001 |
|                                                                        |
| Fuente ISTAT - Elaboración gráfica por parte de Wikipedia              |